# Katrin Pannicke
Katrin Pannicke (* 1968 in Lutherstadt Wittenberg) ist eine deutsche Bildhauerin und Medailleurin.
Katrin Pannicke studierte ab 1993 Bildhauerei an der Kunsthochschule Burg Giebichenstein und absolvierte danach ein Meisterschülerstudium bei Bernd Göbel. Seit 2003 ist sie freischaffend.
Ihre Werke im öffentlichen Raum stehen z. B. im Schlosspark Leipzig-Lützschena, im Reichenbacher Stadtpark, in Halle (Saale), Novi Sad und Lahti.
2014 gestaltete Katrin Pannicke die deutsche 10-Euro-Gedenkmünze „600 Jahre Konstanzer Konzil“, 2018 die 20-Euro-Gedenkmünze „100. Geburtstag Ernst Otto Fischer“.